# Megami Tensei
Megami Tensei (en japonés: 女神転生, literalmente "Reencarnación de la Diosa"), a menudo abreviado como Megaten, es una saga japonesa de videojuegos de rol, una de las principales del género en su país de origen junto con Dragon Quest y Final Fantasy y desarrollados por Atlus. Los juegos de Megaten suelen estar ambientados en un Japón actual, plagado por seres demoníacos, mitológicos y hechos paranormales. La característica más notable de esta saga es la presentación de dilemas y decisiones de carácter moral que determinan el alineamiento de los personajes, y por tanto el desarrollo y el final de la trama, muy al estilo de los juegos de rol occidentales.

## Orígenes
Digital Devil Story: Megami Tensei comenzó su existencia como una novela escrita por Aya Nishitani. De esta novela salió el primer juego de la saga, que en realidad son dos juegos totalmente diferentes, aunque ambos desarrollados por Wolfteam. El de MSX (publicado por Telenet Japan) es un Action RPG con vista cenital, y el de NES/Famicom (publicado por Namco) un RPG por turnos en primera persona. Es esta última versión la que más tarde fue continuada y convertida en la saga que es hoy en día.
Se debe hacer notar que la versión de NES, al contrario que la mayoría de los juegos de rol japoneses de la época (que se solían inspirar directamente en Dragon Quest), tiene una gran influencia de los juegos de rol occidentales en primera persona de principios de los 80. Particularmente notable es el parecido con Wizardry, que unos años antes había sido publicado en Japón con gran éxito. Esto no solo condicionó el estilo del primer juego, sino que también marcó la evolución de la saga hacia un camino muy diferente del que siguieron sus "compatriotas".
Los detalles de lo que vino después no están muy claros. Namco publicó una segunda parte de su juego (que ya no estaba basada directamente en la novela), y la teoría más extendida es que después le vendieron los derechos a Atlus, que desde entonces ha seguido utilizando el nombre y desarrollando juegos basados en esta franquicia.

## Elementos comunes
La serie Megami Tensei es inusual entre los juegos de rol de consola japoneses debido a que rompe el esquema de los juegos de rol tradicionales (Edad Media, Magos, Caballeros). Los juegos Megaten toman lugar en un Japón de un futuro cercano y su tema central es el ocultismo.
Se refiere a los enemigos como Akuma (悪魔, "Demonio"), en vez del término "Monstruo" utilizado en muchos otros RPGs. El jugador puede reclutar Akuma para luchar a su lado y así volverse Nakama(仲魔, demonio amigable, un Homófono de camarada). También es posible fusionar varios Nakama para crear otro, más poderoso Nakama.
El jugador debe tomar decisiones morales y éticas que afectarán el transcurso y el final del juego.
Los juegos Megaten tienen muchas referencias mitológicas dioses greco-romanos, nórdicos, celtas, cristianos, judíos, egipcios, chinos, hindúes, y japoneses.
Megami Tensei se traduce literalmente como "Reencarnación de la Diosa". En el primer juego de la serie, la heroína era la reencarnación de la diosa Izanami de Shinto. A pesar de que el título es el mismo para todos los juegos, no todos comparten relación con este.

## Títulos de la saga

### Saga principal
Los juegos de la saga principal tienen cierta continuidad cronológica entre sí (aunque solo es realmente importante entre SMT1 y SMT2) y suelen estar ambientados en un Japón posapocalíptico en el que ha ocurrido alguna gran catástrofe que ha dejado al país totalmente aislado, arrasado y lleno de demonios con los que podremos luchar, conversar y formar alianzas. La mayoría de ellos se juegan en primera persona.
- Digital Devil Story: Megami Tensei (MSX/FM-77/PC-88/Famicom, 1987)
- Digital Devil Story: Megami Tensei II (Famicom, 1991)
- Kyuuyaku Megami Tensei (Super Famicom, 1995) (Recopilación de los dos Megami Tensei de Famicom)
- Shin Megami Tensei (Super Famicom, 1992/PC Engine CD, 1993/Mega CD, 1994/PlayStation, 2001/Game Boy Advance, 2003)
- Shin Megami Tensei II (Super Famicom, 1994/PlayStation, 2002/Game Boy Advance, 2003)
- Shin Megami Tensei NINE (Xbox, 2002)
- Shin Megami Tensei III: Nocturne (PlayStation 2, 2003)
- Shin Megami Tensei III: Nocturne Maniax (PlayStation 2, 2004) (Edición ampliada, esta fue la versión que se localizó en Estados Unidos y Europa de Nocturne III en vez de la original.)
- Shin Megami Tensei Online: IMAGINE (PC, 2007)
- Shin Megami Tensei: Strange Journey (Nintendo DS, 2009)
- Shin Megami Tensei IV (Nintendo 3DS, 2013)
- Shin Megami Tensei IV: Apocalypse (Nintendo 3DS, 2016) (Originalmente conocido en Japón como Shin Megami Tensei IV: FINAL)
- Shin Megami Tensei III: Nocturne HD Remaster (Switch, PlayStation 4, PC, 2021)
- Shin Megami Tensei V (Switch, 2021)

### Saga Persona
La saga Persona es un intento de acercamiento del universo Megaten a un público más amplio. Situados en el Japón actual, sus historias generalmente ponen mucho énfasis en la caracterización de los personajes. También desaparece el reclutamiento de demonios (aunque siguen existiendo las conversaciones), sustituyéndolo por las "Persona", seres sobrenaturales que habitan en el interior de los personajes a modo de "espíritus protectores" y les proporcionan ciertos poderes y habilidades.
- Revelations: Persona (PlayStation, 1996/PC-Windows, 1999/PSP, 2009)
- Persona 2: Innocent Sin (PlayStation, 1999/PSP, 2011)
- Persona 2: Eternal Punishment (PlayStation, 2000/PSP, 2012)
- Persona 3 (PlayStation 2, 2006)
- Persona 3 FES (PlayStation 2, 2007)
- Persona 3 Portable (PSP, 2010/PC, 2023)
- Persona 4 (PlayStation 2, 2008)
- Persona 4 Arena (PlayStation 3/XBOX 360, 2012)
- Persona 4 Golden (PSVita, 2012/PC, 2020)
- Persona 4: The Ultimax Ultra Suplex Hold (Arcade, 2013/PlayStation 3, XBOX 360, 2014)
- Persona Q: Shadow of the Labyrinth (Nintendo 3DS, 2014)
- Persona 4: Dancing All Night (PlayStation Vita, 2015)
- Persona 5 (PlayStation 3, PlayStation 4, 2017)
- Persona 5: Dancing Star Night (PlayStation 4, PlayStation Vita, 2018)
- Persona 3: Dancing Moon Night (PlayStation 4, PlayStation Vita, 2018)
- Persona Q2: New Cinema Labyrinth (Nintendo 3DS, 2019)
- Persona 5 Royal (PlayStation 4, 2020/Xbox Series X/S, Xbox One, PC, Nintendo Switch, 2022)
- Persona 5 Strikers (PlayStation 4, Nintendo Switch, PC, 2021)
- Persona 5 Tactica (PlayStation 4, PlayStation 5, Xbox Series X/S, Xbox One, PC, Nintendo Switch, 2023)
- Persona 3 Reload (PlayStation 4, PlayStation 5, Xbox Series X/S, Xbox One, PC, 2024)
- Persona 5: The Phantom X (Android, iOS, Windows, 2024)

### Saga Digital Devil Saga
Digital Devil Saga es, en realidad, un solo juego dividido en dos partes, exclusiva de PlayStation 2, que se puede considerar el intento definitivo de acercar el universo Megaten al gran público. Está basado en el motor de Nocturne y comparte su estilo artístico, pero tiene un desarrollo muy lineal con gran cantidad de escenas cinemáticas y diálogos, recordando a juegos como Final Fantasy X o Xenosaga. El sistema de juego está considerablemente simplificado, eliminando completamente las conversaciones y el reclutamiento de demonios, y con una dificultad notablemente menor, aunque se mantiene el sistema de combate "press turn" de Nocturne.
- Shin Megami Tensei: Digital Devil Saga (PlayStation 2, 2004)
- Shin Megami Tensei: Digital Devil Saga 2 (PlayStation 2, 2005)

### Saga Devil Survivor
La saga Devil Survivor es una saga de RPGs Tácticos exclusiva de Nintendo DS, y Nintendo 3DS, consta de dos entregas y toma elementos de otros juegos de la saga como las funciones de los Demonios (fusiones, subastas, etc.). Es la saga spin-off de Shin Megami Tensei más reciente. 
- Shin Megami Tensei: Devil Survivor (Nintendo DS, 2009)
- Shin Megami Tensei: Devil Survivor Overclocked (Nintendo 3DS, 2011) (remake de Devil Survivor)
- Shin Megami Tensei: Devil Survivor 2 (Nintendo DS, 2012)
- Shin Megami Tensei: Devil Survivor 2 Record Breaker (Nintendo 3DS, 2013) (remake de Devil Survivor 2)

### Saga Devil Summoner
La saga Devil Summoner se aleja de la temática apocalíptica de los títulos de la saga principal para presentar una ambientación más realista. Comenzó como un spin-off basado en Shin Megami Tensei If... (1994), que recibió una buena acogida. Los juegos, se ambientan en una Tierra alternativa entre la década de 1930 y un futuro cercano ficticio, presentan a una persona relacionada con el apellido Kuzunoha que usa demonios para investigar casos relacionados con lo sobrenatural.
- Shin Megami Tensei: Devil Summoner (Saturn, 1995/PSP, 2005)
- Devil Summoner: Soul Hackers (Saturn, 1997/PlayStation, 1999/Nintendo 3DS, 2012)
- Shin Megami Tensei: Devil Summoner: Raidou Kuzunoha vs. The Soulless Army (PlayStation 2, 2006)
- Shin Megami Tensei: Devil Summoner: Raidou Kuzunoha vs. King Abaddon (PlayStation 2, 2008)
- Soul Hackers 2 (PlayStation 4, PlayStation 5, Xbox One, Xbox Series, PC, 2022)

### Saga Devil Children
Devil Children es una saga de RPGs dirigidos principalmente al público infantil, exclusiva de consolas de Nintendo, pero con elementos propios de los Megaten. Están considerados como la respuesta de Atlus al fenómeno Pokémon, que a su vez tomó prestadas muchas ideas de Megami Tensei en su día.
- Shin Megami Tensei: Devil Children - Kuro no Sho (Game Boy Color, 2000) (Devil Children: Black Book)
- Shin Megami Tensei: Devil Children - Aka no Sho (Game Boy Color, 2000) (Devil Children: Red Book)
- Shin Megami Tensei: Devil Children - Shiro no Sho (Game Boy Color, 2000) (Devil Children: White Book)
- Shin Megami Tensei: Devil Children (PlayStation, 2002) (Remake de Devil Children: Black Book y Red Book)
- Shin Megami Tensei: Devil Children - Puzzle de Call (Game Boy Advance, 2002)
- Shin Megami Tensei: Devil Children - Hikari no Sho (Game Boy Advance, 2002) (Localizado en Estados Unidos como DemiKids: Light Version)
- Shin Megami Tensei: Devil Children - Yami no Sho (Game Boy Advance, 2002) (Localizado en Estados Unidos como DemiKids: Dark Version)
- Shin Megami Tensei: Devil Children - Honoo no Sho (Game Boy Advance, 2003) (Devil Children: Book of Fire)
- Shin Megami Tensei: Devil Children - Koori no Sho (Game Boy Advance, 2003) (Devil Children: Book of Ice)
- Shin Megami Tensei: Devil Children - Messiah Riser (Game Boy Advance, 2004)

### Saga Majin Tensei
Majin Tensei es una serie de RPGs tácticos que contiene elementos de la saga Megaten tales como el concepto de los demonios, sus razas, y la invocación. Los jugadores y la crítica especializada en general critican las semejanzas a la saga de Nintendo Fire Emblem, ambas semejanzas gráficas y mecánicas.
- Majin Tensei (Super Famicom, 1994)
- Majin Tensei II: Spiral Nemesis (Super Famicom, 1995)
- Majin Tensei: Ronde (Saturn, 1997)
- Majin Tensei Blind Thinker (teléfonos móviles, 2007)

### Saga Last Bible
Last Bible es una saga que en cierto modo contradice los mismos principios de los Megaten, ya que adopta un estilo de RPG japonés tradicional al más puro estilo Dragon Quest, aunque manteniendo la temática mitológica y las conversaciones con los demonios.
- Megami Tensei Gaiden: Last Bible (Game Boy, 1992/Game Gear, 1994/Game Boy Color, 1999) (Localizado en Estados Unidos como Revelations: The Demon Slayer)
- Last Bible II (Game Boy, 1993/Game Boy Color, 1999)
- Another Bible (Game Boy, 1995)
- Last Bible Special (Game Gear, 1995)
- Last Bible III (Super Famicom, 1995)

### Otros
- Shin Megami Tensei if... (Super Famicom, 1994/PlayStation, 2002)

El primer spin-off, considerado como el precursor de la saga Persona.
- Giten Megami Tensei: Tokyo Mokushiroku (NEC PC-98, 1997 / PC-Windows, 1999)

Un desconocido juego que comparte el estilo de la saga principal y particularmente de SMT2, sin estar relacionado directamente con él.
- Jack Bros. no Meiro de HI-HO (Virtual Boy, 1995)

Disponible en Estados Unidos como "Jack Bros".
Un juego de acción/puzles con las dos mascotas como protagonistas. Estrictamente hablando es el primer Megaten que salió de Japón.
- Shin Megami Tensei Trading Card: Card Summoner (Game Boy Color, 2001)

Una adaptación para GBC de un juego de cartas real de Megami Tensei, al estilo del mítico Magic: The Gathering.
- Genei Ibunroku #FE (Wii U, 2015) (Llamado en Occidente como Tokyo Mirage Sessions #FE)

Se trata de un crossover entre la saga Shin Megami Tensei y los Fire Emblem de Nintendo.

## Anime
Existen:
- Shin Megami Tensei Tokyo Revelation (serie de anime compuesta por 2 OVAs)
- Shin Megami Tensei Devil Children (serie de anime compuesta por 50 episodios y es producida por TMS Entertainment)
- Shin Megami Tensei Devil Children: Light & Dark (serie de anime compuesta por 52 episodios y es producida por Studio Comet y Actas)
- Shin Megami Tensei Persona Trinity Soul (serie de anime compuesta por 26 episodios y es producida por A-1 Pictures)
- Shin Megami Tensei Persona 4: The Animation (serie de anime compuesta por 26 episodios, basada en el juego del mismo nombre)
- Shin Megami Tensei Devil Survivor 2: The Animation (serie de anime compuesta por 13 episodios, basada en el juego del mismo nombre)
- Shin Megami Tensei Persona 3: the Movie part. 1 (basada en el juego del mismo nombre)
- Shin Megami Tensei Persona 3: the Movie part. 2 (basada en el juego del mismo nombre, continuación de la primera)
- Shin Megami Tensei Persona 3: the Movie part. 3 (basada en el juego del mismo nombre, continuación de la saga)
- Shin Megami Tensei Persona 3: the Movie part. 4 (basada en el juego del mismo nombre, parte final de la saga)
- Persona 4 The Golden Animation (compuesta por 12 episodios)
- Persona 5 The Day Breakers ("serie de anime compuesta por 1 ova")
- Persona 5 The Animation (compuesta por 26 episodios y 2 OVAs)